# XML infoset
Conjunto de información XML (Infoset) es una especificación W3C que describe un modelo abstracto de datos de un documento XML en términos de un conjunto de elementos de información. Las definiciones en la especificación de XML Information Set son destinadas a ser usadas en otras especificaciones que necesitan referirse a la información en un documento XML bien formado.
Un documento XML tiene un conjunto de información si está bien formado y satisface las restricciones de namespace XML. No hace falta que un documento XML sea válido para tener un conjunto de información. 
Un conjunto de información puede contener hasta once tipos diferentes de elementos de información:
1. El Elemento de Información Document
2. Elementos de Información Element
3. Elementos de Información Attribute
4. Elementos de Información Processing Instruction
5. Elementos de Información Unexpanded Entity Reference
6. Elementos de Información Character
7. Elementos de Información Comment
8. El Elemento de Información Document Type Declaration(DTD)
9. Elementos de Información Unparsed Entity
10. Elementos de Información Notation
11. Elementos de Información Namespace

La segunda Edición de la recomendación Infoset fue adoptada en 2004.